# Görjetjärnen, Västerbotten
Görjetjärnen är en sjö i Vindelns kommun i Västerbotten och ingår i Sävaråns huvudavrinningsområde.